# Братья разбойники (фильм)
«Братья разбойники» — немой художественный фильм Василия Гончарова, снятый в 1912 году по мотивам одноимённой поэмы Александра Пушкина. Фильм сохранился.

## Сюжет
Банда разбойников встречается на берегу реки и один из них рассказывает свою историю. Когда он был маленький, его отец утонул, и мать выгнала героя из дома вместе с младшим братом. Оба они были взяты на воспитание хозяевами одной фермы, но после того как оба влюбились в девушку с этой фермы, и по их недосмотру был раздавлен стадом молодой телёнок, были изгнаны и оттуда. В результате драки, когда младшего из братьев фермер застает целующимся с девушкой, старший брат случайно убивает фермера…

## В ролях
| Актёр                | Роль               |
| -------------------- | ------------------ |
| Арсений Бибиков      | разбойник          |
| Иван Мозжухин        | разбойник          |
| Василий Степанов     | хозяин             |
| Долинина             | дочь хозяина       |
| Александра Гончарова | племянница хозяина |

## Съёмки
В 1910 году съёмки были перенесены в Крылатское. Помнится, там в числе других картин была поставлена инсценировка поэмы «Братья-разбойники». Мне пришлось перед съёмкой уговаривать режиссёра Гончарова хоть немного смягчить грим «типажей»: донец, еврей, калмык, башкирец и другие персонажи для сцены «у костра» напоминали экспонаты из плохого провинциального паноптикума. Очень неохотно согласился Гончаров на такое «искажение пушкинского колорита». Сцена бегства братьев была разыграна на настоящем песчаном острове, который случайно образовался в то время на Москва-реке. Там братья, отражённые в воде, разбивали свои кандалы и отбивались от своих преследователей камнями. Очень удачно была разыграна сцена смерти младшего брата.
— Александр Ханжонков